# 吳藻
吳藻（1799年—1862年），字蘋香，自號玉岑子，女，浙江仁和（今杭州）人，祖籍安徽黟縣，清代曲作家、詞人。幼而好學，長則肆力於詞，又精繪事，自繪飲酒讀騷圖，又題飲酒讀騷圖曲。著名作品包括《花簾詞》、《香南雪北詞》等。

## 生平
吳藻祖籍安徽，父葆真，字輔吾，向在浙江杭州典業生理，遂僑於浙江仁和（今杭州）。吳藻自幼接受全面規範的閨中教育，其天分極高，琴棋書畫，無所不精，尤工詞曲，又擅於詞、畫，嘗寫飲酒讀騷圖。二十歲時，以雜劇《喬影》而聞名大江南北，一時傳唱。二十二歲成婚。後移家南湖，顏其室曰香南雪北廬，自畫小影作男子裝，託名為謝絮才，殆不無天壞王郎之感。其父與夫皆業賈，兩家無一讀書人，而獨呈翹秀。卒年六十四。

## 作品
吳藻平生詞作收錄於二書，一是《花簾詞》，收集的是三十歲以前的詞作；一是《香南雪北詞》，在道光二十四年刊成，匯入了她三十歲以後的作品。另有《飲酒讀騷圖曲》（又名《喬影》）、《花簾書屋詩》等。

## 評價
- 胡云翼《中國詞史略》論述清詞提及的女性詞人惟吳藻一人，「詞譽遍大江南北，為清代女詞家中第一人」。